# Gereformeerde kerk (Brandwijk)
Het besluit om een eigen gereformeerde kerk met pastorie in Brandwijk in de Nederlandse provincie Zuid-Holland te bouwen werd op 16 oktober 1896 genomen, de aanbesteding was op 9 februari 1897, de formele eerste steen is van 31 maart 1897. De bouw is voortvarend verlopen, reeds op 5 september 1897 werd de kerk in gebruik genomen. De kerk kreeg de naam Eben-Haëzer.
De kerk werd gebouwd door gereformeerde en hervormde aannemers, onder leiding van de plaatselijke timmerman Adriaan van den Berg en metselaar G. Kreukniet uit Ottoland. Het orgel werd geschonken door P. Hogendijk en voor het orgelfront werd een gift ontvangen van Abraham Kuyper.
Het interieur van de kerk is geheel gemoderniseerd en aangepast aan de huidige tijd.
In de consistorie hangt een overzicht met foto’s van alle predikanten vanaf 1897.
De pastorie is aangebouwd aan de rechterzijgevel van de kerk.